# Kara Mustafa Paša
Merzifonlu Kara Mustafa Paša (osmanskoturško مرزيفونلى قره مصطفى پاشا‎, turško Merzifonlu Kara Mustafa Paşa, dob. 'Mustafa Paša, hrabri Merzifonec') je bil vrhovni poveljnik vojske Osmanskega cesarstva in veliki vezir v obdobju zadnjih poskusov širitve Osmanskega cesarstva v Srednjo in Vzhodno Evropo, * 1634 ali 1635, Merzifon, Osmansko cesarstvo, † 25. december 1683, Beograd, Osmansko cesarstvo.

## Mladost in kariera
Rojen je bil v albanski družini v Merzifonu v severni Anatoliji. Šolal se je v družini Köprülü Mehmed Paše in se poročil z eno od njegovih hčera. Leta 1659 je postal guverner Silistre in zatem zasedal več pomembnih državnih položajev. Po desetih letih je postal namestnik svojega svaka, velikega vezirja Köprülüzade Fazıl Ahmed Paše.
V vojni s Poljsko je bil poveljnik osmanske kopenske vojske in leta 1676 pogajalec z Janom Sobieskim, ki je moral Osmanskemu cesarstvu prepustiti Podolje. Zmaga je Osmanskemu cesarstvu omogočila pretvoriti kozaške predele južne Ukrajine v svoj protektorat. Po smrti svaka Köprülü Fazıl Ahmed Paše leta 1676 ga je nasledil na položaju velikega vezirja.
Kara Mustafa je vodil več uspešnih pohodov v Ukrajino in poskušal utrditi položaj kozaške države Desnobrežne Ukrajine, vazala Osmanskega cesarstva. V več ukrajinskih mestih je ustanovil osmanske garnizije in osvojil tradicionalno kozaško prestolnico Čigirin, ki je bila pod rusko okupacijo.

## Drugo obleganje Dunaja
Leta 1683 je napovedal vojno Habsburžanom in napadel Ogrsko in nato Dunaj. Sredi julija je začela njegova vojska 100.000 mož oblegati Dunaj, ki ga je branil grof Ernst Rüdiger von Starhemberg s 15.000 vojaki. Do septembra so napadalci zavzeli del mestnega obzidja in vse je kazalo, da bodo osvojili mesto.
12. septembra je pred Dunaj prišla združena vojska Svetega rimskega cesarstva in poljsko-litovske Republike obeh narodov pod poveljstvom poljskega kralja Jana III. Sobieskega in v okolici mesta premagala osmansko vojsko. Osmani so se umaknili na Ogrsko, ki so jo v naslednjih letih skoraj v celoti osvojili Habsburžani in njeni zavezniki iz Svete lige. 
Mustafa je po porazu izgubil svoj položaj in nazadnje tudi življenje. 25. decembra 1683 so ga na ukaz sultana Mehmeda IV. v Beogradu zadavili s svileno vrvjo, kot je bilo v Osmanskem cesarju v navadi za osebe na visokih položajih.

## Zapuščina
Fundacija Merzifonlu Kara Mustafa Paše je bila ena največjih fundacij, ki so jih kdaj ustanovili v Osmanskem cesarstvu in Turčiji. Po uradnih podatkih so jo upravljali njegovi potomci. Zadnji med njimi so bili  Ahmed Asim Beg (rojen 1844), njegov sin Mehmed Nebil Beg (rojen 1888) in do leta 1976 njegov sin, turški slikar  Doğan Yılmaz Merzifonlu Karamustafaoğlu, bolj znan kot  Yılmaz Merzifonlu (1928–2010). Priimek "Merzifonlu Karamustafaoğlu" je ugasnil s poroko njegove edine hčerke Abide Tuğçe Mit. Kara Mustafa Paševo družinsko drevo je dostopno v Turškem glavnem direktoratu za fundacije.
Na Kara Mustafovo zapuščino gledajo v sodobni Turčiji različno. Medtem ko ga zgodovinarji opisujejo kot sposobnega taktika ali nepremišljenega poveljnika, je prvi predsednik Republike Turčije Kemal Ataturk nanj gledal s simpatijami. Rečeno je bilo, da je Ataturk leta 1933 v Ankari prisostvoval predavanju, na katerem je profesor žaljivo govoril o Kara Mustafa Paši. Ataturk je vstal in razložil, da je bil pohod vojske 170.000 mož na Dunaj kolosalen podvig, ki ga je bil sposoben organizirati samo Sulejman Veličastni. 